# پیپت کورندرا
پیپت کُورِندِرا با نام علمی Anthus correndera پرنده‌ای از خانوادهٔ دم‌جنبانکان و سردهٔ پی‌پت‌هاست که در آرژانتین، اوروگوئه، بولیوی، جنوب برزیل، پاراگوئه، پرو، جزایر فالکلند و شیلی یافت می‌شود. زیستگاه طبیعی این پرنده علفزارهای معتدل یا مراتع و علفزارهای مرتفع گرمسیری یا نیمه گرمسیری است.